# Энипо
Энипо (предположительно VIII—VII века до н. э.) — фракийская рабыня, жившая на греческом острове Парос, возлюбленная Телесикла и мать поэта Архилоха.
Энипо упоминается только в одном сохранившемся источнике — в стихах её сына Архилоха. Происхождение от рабыни серьёзно повлияло на судьбу поэта, который не мог претендовать на получение отцовского наследия и всю жизнь считался полукровкой. В антиковедении существует мнение, что Архилох, рассказывая о своей матери, либо намеренно сгустил краски, либо прибег к аллегории: рабыня Энипо — это, возможно, персонификация поэзии, придуманная для высмеивания других поэтов и их связи с музами. Но большинство исследователей эту версию отвергает.
Точной информации о времени жизни Энипо нет. При этом антиковеды уверены, что её сын родился около 689 или 680 года до н. э.